# Tschernitz
Tschernitz est une commune allemande de l'arrondissement de Spree-Neisse, Land de Brandebourg.

## Géographie
Tschernitz se situe dans la Basse-Lusace. La frontière entre le Brandebourg et la Saxe constitue la limite ouest de la commune.
La commune comprend les quartiers de Tschernitz et Wolfshain.
|            | Döbern     |                     |
| Felixsee   | Tschernitz |                     |
| Groß Düben |            | Jämlitz-Klein Düben |

La Bundesstraße 156 passe par Tschernitz. La Bundesstraße 115 traverse également la commune.

## Histoire
Tschernitz est mentionné pour la première fois en 1283.
Jusqu'à la première moitié du XIXe siècle, Tschernitz et Wolfshain parlaient surtout le sorabe ; toutefois, dès les années 1880, seuls les adultes parlaient le sorabe, les enfants - surtout à cause des cours d'allemand - ne parlent plus que l'allemand.
La commune de Tschernitz est créée le 26 octobre 2003 à la suite de la fusion des communes de Tschernitz et Wolfshain.

## Personnalités liées à la commune
- Fedor von Goldammer (1809-1862), homme politique
- Erich Melcher (1892-1944), syndicaliste
- Winfried Florian (1926-2012), secrétaire d'État au Ministère fédéral des Postes et des Télécommunications

## Source
- (de) Cet article est partiellement ou en totalité issu de l’article de Wikipédia en allemand intitulé « Tschernitz » (voir la liste des auteurs).